# Louk Sanders
Louk Sanders, né le 9 mai 1950 à Oegstgeest, est un joueur de tennis néerlandais, professionnel de 1976 à 1983.
Il a joué pour l'équipe des Pays-Bas de Coupe Davis de 1975 à 1982. Il compte 16 victoires pour autant de défaites simple et double confondus.
Jamais finaliste sur le circuit ATP en simple, il a atteint les demi-finales du tournoi de Calcutta en 1978, Bombay en 1979 et Hong Kong et Sofia en 1980.

## Palmarès

### Titre en double
| No | Date       | Nom et lieu du tournoi         | Catégorie | Dotation | Surface      | Partenaire | Finalistes               | Score    |  |
| -- | ---------- | ------------------------------ | --------- | -------- | ------------ | ---------- | ------------------------ | -------- |  |
| 1  | 25-09-1978 | British Hard Court Bournemouth |           | 50 000 $ | Terre (ext.) | Rolf Thung | David Carter Rod Frawley | 6-3, 6-4 |  |

### Finale en double
| No | Date       | Nom et lieu du tournoi | Catégorie | Dotation | Surface      | Vainqueurs              | Partenaire   | Score    |  |
| -- | ---------- | ---------------------- | --------- | -------- | ------------ | ----------------------- | ------------ | -------- |  |
| 1  | 13-07-1981 | Head Cup Kitzbühel     |           | 75 000 $ | Terre (ext.) | David Carter Paul Kronk | Marko Ostoja | 7-6, 6-1 |  |

## Parcours dans les tournois duGrand Chelem

### En simple
| Année | Open d'Australie | Open d'Australie | Internationaux de France | Internationaux de France | Wimbledon       | Wimbledon    | US Open | US Open |
| ----- | ---------------- | ---------------- | ------------------------ | ------------------------ | --------------- | ------------ | ------- | ------- |
| 1978  | —                | —                | 1er tour (1/64)          | B. Prajoux               | 1er tour (1/64) | É. Deblicker | —       | —       |
| 1979  | —                | —                | 3e tour (1/16)           | H. Gildemeister          | —               | —            | —       | —       |
| 1980  | —                | —                | 2e tour (1/32)           | B. Mottram               | —               | —            | —       | —       |
| 1981  | —                | —                | 1er tour (1/64)          | F. Luna                  | —               | —            | —       | —       |

N.B. : à droite du résultat se trouve le nom de l'ultime adversaire.

### En double
| Année | Open d'Australie | Open d'Australie | Internationaux de France     | Internationaux de France  | Wimbledon | Wimbledon | US Open | US Open |
| ----- | ---------------- | ---------------- | ---------------------------- | ------------------------- | --------- | --------- | ------- | ------- |
| 1978  | —                | —                | 1er tour (1/32) B. Andersson | G. Ocleppo Roger-Vasselin | —         | —         | —       | —       |
| 1979  | —                | —                | 2e tour (1/16) J. Granát     | B. Manson A. Pattison     | —         | —         | —       | —       |
| 1980  | —                | —                | 2e tour (1/16) M. Günthardt  | F. González B. Lutz       | —         | —         | —       | —       |

N.B. : le nom du ou de la partenaire se trouve sous le résultat ; le nom des ultimes adversaires se trouve à droite.